# Kombinacja norweska na Zimowym Olimpijskim Festiwalu Młodzieży Europy 2023
Kombinacja norweska na Zimowym Olimpijskim Festiwalu Młodzieży Europy 2023 – zawody w kombinacji norweskiej rozegrane podczas Zimowego Olimpijskiego Festiwalu Młodzieży Europy 2023, które odbyły się w dniach 24–26 stycznia 2023 roku we włoskim Tarvisio (bieg) oraz w słoweńskiej Planicy (skoki). Zawodnicy rywalizowali w trzech konkurencjach: zawodach metodą Gundersena kobiet na dystansie 4 km, zawodach metodą Gundersena mężczyzn na dystansie 6 km oraz zawodach drużyn mieszanych.

## Wyniki kobiet

### Gundersen HS102/4 km
24 stycznia
| Medal | Zawodniczka    | Wynik   | Strata  |
| ----- | -------------- | ------- | ------- |
|       | Trine Göpfert  | 12:04,4 | –       |
|       | Greta Pinzani  | 12:49,0 | +44,6   |
|       | Anne Häckel    | 12:57,5 | +53,1   |
| 4.    | Laura Pletz    | 13:48,0 | +1:43,6 |
| 5.    | Giada Delugan  | 13:56,7 | +1:52,3 |
| 6.    | Anja Rathgeb   | 14:14,2 | +2:09,8 |
| 7.    | Urša Vidmar    | 14:17,1 | +2:12,7 |
| 8.    | Natalia Słowik | 14:22,2 | +2:17,8 |
| 9.    | Zala Mihelčič  | 14:36,1 | +2:31,7 |
| 10.   | Elisa Deubler  | 14:46,2 | +2:41,8 |

## Wyniki mężczyzn

### Gundersen HS102/6 km
24 stycznia
|     | Lukáš Doležal     | 14:48,4 | –       |
|     | Paul Walcher      | 14:59,7 | +11,3   |
|     | Maximilian Slamik | 15:32,6 | +44,2   |
| 4.  | Johannes Steiner  | 15:42,7 | +54,3   |
| 5.  | Urban Zajec       | 15:42,8 | +54,4   |
| 6.  | Even Leinan Lund  | 15:45,0 | +56,6   |
| 7.  | Manuel Senoner    | 15:46,9 | +58,5   |
| 8.  | Finn Kempf        | 16:33,2 | +1:44,8 |
| 9.  | Kacper Jarząbek   | 16:35,4 | +1:47,0 |
| 10. | Gregor Kadivec    | 16:37,6 | +1:49,2 |
| ... |                   |         |         |
| 19. | Jakub Cieślar     | 17:30,0 | +2:41,6 |
| 25. | Andrzej Waliczek  | 18:01,1 | +3:12,7 |
| –   | Szymon Dubiel     | DSQ     | DSQ     |

## Zawody mieszane

### Sztafeta mieszana HS102/4x3,3 km
26 stycznia
| Medal | Zawodnik                                                                                       | Wynik   | Strata  |
| ----- | ---------------------------------------------------------------------------------------------- | ------- | ------- |
|       | Austria · Maximilian Slamik · Laura Pletz · Anja Rathgeb · Paul Walcher                        | 35:44,1 | –       |
|       | Włochy · Bryan Venturini · Greta Pinzani · Giada Delugan · Manuel Senoner                      | 36:10,9 | +26,8   |
|       | Niemcy · Constantin Müller · Anne Häckel · Trine Göpfert · Mika Ketterer                       | 36:23,7 | +39,6   |
| 4.    | Słowenia · Gregor Kadivec · Zala Mihelčič · Urša Vidmar · Urban Zajec                          | 38:37,3 | +2:53,2 |
| 5.    | Polska · Andrzej Waliczek · Natalia Słowik · Pola Bełtowska · Kacper Jarząbek                  | 39:42,5 | +3:58,4 |
| 6.    | Francja · Lubin Martin · Oriane Didier · Romane Baud · Lilian Tréand                           | 39:50,8 | +4:06,7 |
| 7.    | Finlandia · Eetu Pulju · Alva Thors · Julia Äikiä · Peter Raisanen                             | 41:10,4 | +5:26,3 |
| 8.    | Norwegia · Henrik Elias Wikstrøm Hilmarsen · Marie Liane · Mariell Gjendahl · Even Leinan Lund | 42:30,2 | +6:46,1 |